# لورين غيلر
لورين غيلر (بالإنجليزية: Lorraine Geller)‏ هي عازفة الجاز وعازفة بيانو أمريكية، ولدت في 11 سبتمبر 1928 في بورتلاند في الولايات المتحدة، وتوفيت في 13 أكتوبر 1958 في لوس أنجلوس في الولايات المتحدة.

## وصلات خارجية
- لورين غيلر على موقع ميوزك برينز (الإنجليزية)
- لورين غيلر على موقع أول ميوزيك (الإنجليزية)
- لورين غيلر على موقع ديسكوغز (الإنجليزية)